# Barukh bar Šemu’el
Barukh bar Šemu’el (geb. im 12. Jahrhundert; gest. 1221) war ein jüdischer Gelehrter.

## Familie
Barukh bar Šemu’el war verwandt mit Elieser ben Samuel und Yitsḥaq von Lorch.

## Ausbildung
Barukh bar Šemu’el studierte in Mainz bei Moše ben Šelomo ha-Kohen, Jehuda ben Qalonymus ben Moshe meMainz und Ephraim ben Yitsḥaq von Regensburg. Mitstudenten waren Eleasar ben Juda ben Kalonymos, Simḥa bar Šemu’el und Elieser ben Joel HaLevi.

## Wirken
Bekannt blieb er auch, weil er einer der Unterzeichner der Taqqanot Qehillot Šum war, einer gemeinsamen Rechtssammlung der SchUM-Städte, der jüdischen Gemeinden von Speyer, Worms und Mainz. Für die Versammlung der Gemeinden in Mainz 1220, auf der das erstmals geschah, ist er als Leiter der Mainzer „Delegation“ belegt. Er hat das Dokument mit unterschrieben. Zusammen mit Jehuda ben Qalonymus ben Moshe meMainz und Moše ben Mordekhai bildete er ein Gericht (Beth Din) und nahm dabei den Platz seines zuvor verstorbenen Lehrers Moše ben Šelomo ha-Kohen ein. Später bildete er ein solches Gericht zusammen mit den beiden anderen Vertretern von Mainz auf der Versammlung von 1220, Nathan bar Yitsḥaq und Eli’ezer bar Šim’on. Eine Reihe Rechtsentscheide aus seiner richterlichen Tätigkeit sind überliefert.
Sein Hauptwerk, Sefer ha-Hokma, ist als Ganzes verloren und nur über Fragmente bekannt, die als Zitate in anderen Werken tradiert wurden. Weiter bekannt sind von ihm Pijjutim, Selichot und Qinot (Trauerlieder). Unter letzteren befinden sich auch Klagen für die Opfer der Pogrome in Blois (1171), Boppard und Speyer (1196) sowie Würzburg (vor 1221). Außerdem sind von ihm eine ganze Reihe weiterer literarischer Texte bekannt.
Barukh bar Šemu’el korrespondierte mit Elieser ben Joel HaLevi und dessen Vater Joel HaLevi in Köln, Simḥa bar Šemu’el in Speyer aber auch mit Gelehrten in Italien.

## Persönliches
Barukh bar Šemu’el war der Vater des Bamberger Gelehrten Šemu’el ben Barukh.